# Ram-Leela
Pour les articles homonymes, voir RAM et Leela (homonymie).
Pour plus de détails, voir Fiche technique et Distribution.
Ram-Leela (गोलियों की रासलीला रामलीला) est un film romantique indien, écrit, produit et réalisé par Sanjay Leela Bhansali, sorti en 2013.
Le film est une adaptation de Roméo et Juliette de William Shakespeare dans laquelle les rôles principaux sont tenus par Ranveer Singh et Deepika Padukone. Le film attire un large public et est généralement bien accueilli par la critique indienne.

## Synopsis
Dans la petite ville imaginaire de Ranjaar au Gujarat, les familles Rajadi et Sanera s'affrontent violemment depuis des temps immémoriaux, le moindre incident étant prétexte à en découdre. Lorsqu'à l'occasion de la fête de Holi, Ram Rajadi se faufile dans la maison des Sanera, il croise Leela dont il tombe immédiatement amoureux. La jeune fille répond à ses sentiments et les amoureux s'enfuient pour se marier. Mais ils sont rapidement rattrapés par leurs familles respectives qui entendent les ramener à une attitude plus conforme à l'honneur de leur clan. Cependant les jeunes gens s'obstinent et cet « amour interdit » porte les tensions à leur paroxysme.

## Fiche technique
Sauf indication contraire, les informations mentionnées dans cette section peuvent être confirmées par la base de données cinématographiques IMDb,  présente dans la section « Liens externes ».
- Titre : Ram-Leela
- Titre original en hindi: गोलियों की रासलीला रामलीला
- Titre original : Goliyon Ki Raasleela Ram-Leela
- Réalisation : Sanjay Leela Bhansali
- Scénario : S. L. Bhansali, Siddharth-Garima, d'après la pièce de théâtre Roméo et Juliette de William Shakespeare
- Décors : Natasha Gauba, Himanshu Mondal, Narayan K. Padharia
- Costumes : Maxima Basu, Anju Modi
- Son : Parikshit Lalwani, Kunal Mehta
- Photographie : S. Ravi Varman
- Montage : Sanjay Leela Bhansali, Rajesh Pandey
- Musique : Sanjay Leela Bhansali
- Paroles : Siddharth-Garima
- Chorégraphie : G. Acharya, S., A. Tanna, V. Deva, T. Lewis
- Production : Sanjay Leela Bhansali, Kishore Lulla
- Sociétés de production : Eros International, SLB Films Pvt. Ltd
- Sociétés de distribution : Aanna Films (France), Eros International, StudioCanal UK (Royaume-Uni)
- Budget de production : 35 000 000 ₹
- Pays d'origine :  Inde
- Langues : Hindi, gujarati
- Format : Couleurs ; 2.35 : 1 ; 35 mm
- Genre : Musical, romance, tragédie
- Durée : 154 minutes
- Dates de sorties en salles :
  -  Inde : 15 novembre 2013
  -  France : 4 décembre 2013
  -  Royaume-Uni : 15 novembre 2013

## Distribution
- Ranveer Singh : Ram
- Deepika Padukone : Leela

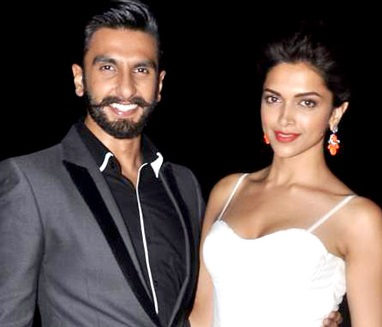
Ranveer Singh et Deepika Padukone lors de la première de Ram Leela

- Richa Chadda : Rasila, belle-sœur de Leela
- Supriya Pathak : Dhankor Baa, mère de Leela
- Homi Wadia : Radhu
- Sharad Kelkar : Kanji, frère de Leela
- Gulshan Devaiah : Bhavani, cousin de Leela
- Barkha Bisht : Kesar, belle-sœur de Ram
- Abhimanyu Singh : Meghji, frère de Ram
- Raza Murad : Sarpanch
- Jamiel Khan : Vanka
- Anshul Trivedi : Mandar

## Autour du film

### Anecdotes
- Ram Leela fut censuré dans l'État de l'Uttar Pradesh.

### Critiques
En regard du box-office, Ram-Leela a reçu des critiques positives. Il est évalué à 3,8/5 pour deux critiques de presse sur Allociné.

« Un beau paon tombe amoureux de l’étoile du clan ennemi et c’est toute la parade des jeux amoureux qui est revisitée pour le plus grand bonheur du public. »

— Yannick Vely, Paris Match, 4 décembre 2013

### Controverses
Plusieurs plaintes sont déposées par des associations religieuses qui allèguent que le titre Ram-Leela peut porter à confusion avec la pièce de théâtre traditionnelle Ramlila retraçant la vie du dieu Rama et heurter les sentiments religieux des hindous. Cela amène Sanjay Leela Bhansali à changer le titre en Goliyon Ki Raasleela Ram-Leela.

## Musique

### Bande originale
Albums de Sanjay Leela Bhansali
Guzaarish
(2010) Bajirao Mastani
(2015)
La bande originale du film est composée par Sanjay Leela Bhansali. Elle comprend dix chansons, écrites par Siddharth-Garima, à l'exception de Mor Bani Thanghat Kare, poème gujarati, écrit en 1941 par Jhaverchand Meghani sur une musique de Shree Hemu Gadhvi.
| 1.    | Ang Laga De           | Aditi Paul, Shail Hada    | 5:27 |
| 2.    | Dhoop                 | Shreya Ghoshal            | 3:36 |
| 3.    | Ishqyaun Dhishqyaun   | Aditya Narayan            | 4:51 |
| 4.    | Laal Ishq             | Arijit Singh              | 6:27 |
| 5.    | Lahu Munh Lag Gaya    | Shail Hada                | 5:00 |
| 6.    | Osman Mir, Aditi Paul | Mor Bani Thanghat Kare    | 3:58 |
| 7.    | Nagada Sang Dhol      | Shreya Ghoshal, Osman Mir | 4:33 |
| 8.    | Poore Chand           | Shail Hada                | 4:08 |
| 9.    | Ram Chahe Leela       | Bhoomi Trivedi            | 4:04 |
| 10.   | Tattad Tattad         | Aditya Narayan            | 4:58 |
| 47:02 |                       |                           |      |

## Distinctions
| Date                | Distinction     | Catégorie                                     | Nom                                         | Résultat   |
| ------------------- | --------------- | --------------------------------------------- | ------------------------------------------- | ---------- |
| 26 janvier 2014     | Filmfare Awards | Meilleure actrice                             | Deepika Padukone                            | Lauréat    |
| 26 janvier 2014     | Filmfare Awards | Meilleure actrice dans un second rôle         | Supriya Pathak                              | Lauréat    |
| 26 janvier 2014     | Filmfare Awards | Meilleure chorégraphie                        | Sameer, Arsh Tanna (pour Lahu Muh Lag Gaya) | Lauréat    |
| 26 janvier 2014     | Filmfare Awards | Meilleur film                                 | Kishore Lulla, Sanjay Leela Bhansali        | Nomination |
| 26 janvier 2014     | Filmfare Awards | Meilleur réalisateur                          | Sanjay Leela Bhansali                       | Nomination |
| 26 janvier 2014     | Filmfare Awards | Meilleur acteur                               | Ranveer Singh                               | Nomination |
| 26 janvier 2014     | Filmfare Awards | Meilleure direction musicale                  | Sanjay Leela Bhansali                       | Nomination |
| 26 janvier 2014     | Filmfare Awards | Meilleure chanteuse de play-back              | Shreya Ghoshal (pour Nagada Sang Dhol)      | Nomination |
| 26 janvier 2014     | Filmfare Awards | Meilleure chorégraphie                        | Sameer, Arsh Tanna (pour Nagada Sang Dhol)  | Nomination |
| 26 janvier 2014     | Filmfare Awards | Meilleure photographie                        | S. Ravi Varman                              | Nomination |
| 26 janvier 2014     | Filmfare Awards | Meilleurs costumes                            | Anju Modi, Maxima Basu                      | Nomination |
| 26 janvier 2014     | Filmfare Awards | Meilleur son                                  | Parikshit Lalwani, Kunal Mehta              | Nomination |
| 26 janvier 2014     | Filmfare Awards | Meilleure musique d'accompagnement            | Monty Sharma                                | Nomination |
| 23 au 26 avril 2014 | IIFA Awards     | Meilleurs décors                              | Wasiq Khan                                  | Lauréat    |
| 23 au 26 avril 2014 | IIFA Awards     | Meilleur film                                 | Kishore Lulla, Sanjay Leela Bhansali        | Nomination |
| 23 au 26 avril 2014 | IIFA Awards     | Meilleur réalisateur                          | Sanjay Leela Bhansali                       | Nomination |
| 23 au 26 avril 2014 | IIFA Awards     | Meilleur acteur                               | Ranveer Singh                               | Nomination |
| 23 au 26 avril 2014 | IIFA Awards     | Meilleure actrice                             | Deepika Padukone                            | Nomination |
| 23 au 26 avril 2014 | IIFA Awards     | Meilleure actrice dans un second rôle         | Richa Chadha                                | Nomination |
| 23 au 26 avril 2014 | IIFA Awards     | Meilleure performance dans un rôle de méchant | Supriya Pathak                              | Nomination |
| 23 au 26 avril 2014 | IIFA Awards     | Meilleure chanteuse de play-back              | Bhoomi Trivedi (pour Ram Chahe Leela)       | Nomination |